# Alice de Bourbon-Parme (1849-1935)
Pour les articles homonymes, voir Alice de Bourbon.
Pour les autres membres de la famille, voir Maison de Bourbon-Parme.
Titre
Épouse du prétendant au trône de Toscane
11 janvier 1868 – 17 janvier 1908
(40 ans et 6 jours)
Alice Marie Caroline Ferdinande Rachel Jeanne Philomène de Bourbon-Parme, princesse de Parme portant, par son mariage, le titre de courtoisie de « grande-duchesse de Toscane », est née le 27 décembre 1849 à Parme, dans le duché de Parme et Plaisance, et morte le 16 janvier 1935, à Schwertberg, en Autriche.

## Biographie

### Famille
Alice de Bourbon-Parme est la seconde fille de Charles III (1823-1854), duc de Parme, et de Louise d'Artois (1819-1864), sœur du prétendant aux trônes de France et de Navarre, Henri d'Artois, « comte de Chambord », et petite-fille du dernier roi de France, Charles X. Son parrain est le roi de Naples tandis que sa marraine est sa grand-mère la duchesse de Berry.
Le 27 mars 1854, Charles de Bourbon-Parme meurt, poignardé la veille par Antonio Carra dans une rue de Parme. Il laisse quatre orphelins : Marguerite (sept ans), Robert Ier, duc de Parme (cinq ans), Alice (quatre ans) et Henri (trois ans).

### Fiançailles rompues
La princesse Alice est fiancée en janvier 1864 au prince souverain de Liechtenstein Jean II. Cependant, bien que la princesse à peine âgée de quinze ans, soit sensible au charme de son fiancé qui en avait vingt-trois, celui-ci, arguant de son appartenance à la Confédération Germanique, rompt les fiançailles en décembre 1864. Certains contemporains prétendent que le prince, qui ne se maria jamais, était homosexuel. 

### Mariage et descendance
Finalement, Alice de Bourbon-Parme épouse au château de Frohsdorf, le 11 janvier 1868, le grand-duc de Toscane détrôné Ferdinand IV de Habsbourg-Toscane, veuf en premières noces d'Anne-Marie de Saxe, avec qui il avait une fille, Marie-Antoinette (1858-1883), nommée princesse-Abbesse du Chapitre des Dames Nobles de Prague, chanoinesses séculières. Le grand-duc était un cousin et un ami proche de l'empereur d'Autriche François-Joseph.
Alice de Bourbon-Parme eut à son service en 1885 comme dame d'honneur la bienheureuse Marie-Thérèse Ledochowska.
De cette union naissent dix enfants :
- Léopold-Ferdinand de Habsbourg-Toscane (1868-1935) qui renonce à son rang, à ses titres et à ses privilèges en 1902 pour épouser en 1903 Wilhelmine Abramovic, dont il divorce en 1907. La même année, il épousa Marie Ritter, dont il divorce en 1933 et la même année il épousa Clara Pawlowska, sans postérité ;
- Louise-Antoinette de Habsbourg-Toscane (1870-1947), en 1891, elle épousa le roi Frédéric-Auguste III de Saxe (1865-1932) dont elle divorce en 1903 (dont postérité) puis renonce à son rang, à ses titres et à ses privilèges et, en 1907, épouse le compositeur Enrico Toselli (1883-1926), dont un fils, puis elle divorce en 1912.
- Joseph-Ferdinand de Habsbourg-Toscane, (1872-1942), qui renonce à son rang, à ses titres et à ses privilèges pour épouser 1) en 1921 Rosa Kaltenbrunner, divorcés en 1928, puis il épouse 2) en 1929 Gertrude Tomanel von Beyersfeld, dont deux enfants ;
- Pierre-Ferdinand de Habsbourg-Toscane, (1874-1948), épouse en 1900 Marie-Christine de Bourbon-Siciles (1877-1947), dont quatre enfants ;
- Henri-Ferdinand de Habsbourg-Toscane (1878-1969), qui renonce à son rang, à ses titres et à ses privilèges pour épouser en 1919 Marie-Caroline Ludescher, dont deux fils ;
- Anne de Habsbourg-Toscane (1879-1961), épouse en 1901 le prince Johannes de Hohenlohe-Bartenstein (1863-1921), dont six enfants ;
- Margaretha de Habsbourg-Toscane (1881-1965), célibataire ;
- Germana de Habsbourg-Toscane (1884-1955), célibataire ;
- Robert Ferdinand de Habsbourg-Toscane (1885-1895) ;
- Agnès-Marie de Habsbourg-Toscane (1891-1945), célibataire.

### Mort
Le 16 janvier 1935, Alice de Bourbon-Parme meurt à l'âge de 85 ans au château de Schwertberg où elle résidait avec ses trois filles célibataires : Margaretha, Germana et Agnès-Marie. Elle est inhumée au cimetière de Schwertberg.

## Honneurs
Alice de Bourbon-Parme est :
- Dame noble de l'ordre de la Croix étoilée, Autriche-Hongrie ;
- Dame noble de l'ordre de la Reine Marie-Louise (Espagne, 19 janvier 1854) ;
- Dame d'honneur de l'ordre de Thérèse (royaume de Bavière) ;
- Bailli grand-croix d'honneur et de dévotion de l'ordre souverain de Malte.
- Récipiendaire de la médaille commémorative pour le mariage du Prince Ferdinand Ier et de Marie-Louise (1893)[5].